# Porites rus
Porites rus är en korallart som först beskrevs av Forskål 1775.  Porites rus ingår i släktet Porites och familjen Poritidae. IUCN kategoriserar arten globalt som livskraftig. Inga underarter finns listade i Catalogue of Life.